# Socialistisk Dagblad
Socialistisk Dagblad var en dansk avis, der udkom i København 1970-1982; dog frem til 1977 under navnet Minavisen. Avisens oplag toppede på ca 5.500. 
Avisen blev grundlagt som Socialistisk Folkepartis partiorgan efter at partiets hidtidige ugentlige udgivelse var lukket. Indholdet var de første år overvejende politisk baggrunds- og debatstof, men efter relanceringen og navneskiftet i 1978 blev det politiske stof neddroslet til fordel for et mere traditionelt avisindhold. 
I 1982 blev avisen atter forsøgt relanceret. Denne gang som hele venstrefløjens avis – hvilket først og fremmest betød at man ikke mindst henvendte sig  til Venstresocialisternes medlemmer. Det gav en vis oplagsfremgang, men da avisen var tynget af et stort underskud måtte den alligevel lukke senere samme år. De sidste mange år var Torben Krogh chefreddaktør.

## Ekstern henvisning
- Digitaliserede udgaver af Socialistisk Dagblad i Mediestream
- Læs om Socialistisk Dagblad i opslagsværket "De Danske Aviser"